# Robert Lemaignen

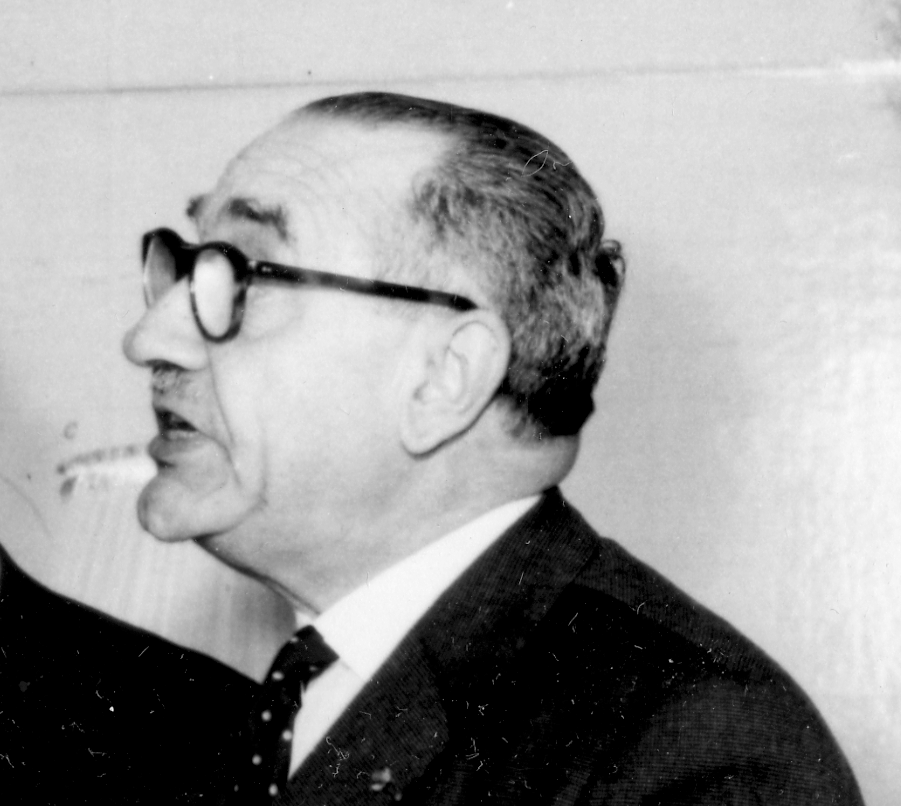
Unterzeichnung von drei Finanzierungsabkommen zwischen der EWG und Mali (Robert Lemaignen), 23. Februar 1961 (Foto: Marcelle Jamar)

Robert Lemaignen (* 15. März 1893 in Blois; † 3. April 1980 in Paris) war ein französischer Politiker und EWG-Kommissar.

## Leben
In den frühen Jahren war er Vizepräsident des französischen Arbeitgeberverbandes.
1958 wurde er Mitglied der ersten europäischen Kommission Hallstein I. Sein Hauptverantwortungsgebiet war die Entwicklung der überseeischen Staaten und Territorien. Außerdem war er Mitglied der Arbeitsgruppen der Hauptverantwortungsgebiete Verkehr und Landwirtschaft.
Als die Kommission 1962 aus dem Amt schied, wurde er nicht erneut Kommissar der Kommission Hallstein II. Sein Nachfolger wurde Henri Rochereau, ebenfalls ein Franzose.